# 472 (numero)
Quattrocentosettantadue (472) è il numero naturale dopo il 471 e prima del 473.

## Proprietà matematiche
- È un numero pari.
- È un numero composto.
- È un numero difettivo.
- È un numero rifattorizzabile.
- È un numero intoccabile.
- È parte delle terne pitagoriche (354, 472, 590), (472, 885, 1003), (472, 3465, 3497), (472, 6954, 6970), (472, 13920, 13928), (472, 27846, 27850), (472, 55695, 55697).
- È un numero nontotiente (per cui la equazione φ(x) = n non ha soluzione).
- È un numero congruente.

## Astronomia
- 472P/NEAT-LINEAR è una cometa periodica del sistema solare.
- 472 Roma è un asteroide della fascia principale.
- NGC 472 è una galassia della costellazione dei Pesci.

## Astronautica
- Cosmos 472 è un satellite artificiale russo.